# Контроне
Контроне (італ. Controne) — муніципалітет в Італії, у регіоні Кампанія, провінція Салерно.
Контроне розташоване на відстані близько 280 км на південний схід від Рима, 90 км на південний схід від Неаполя, 45 км на південний схід від Салерно.
Населення — 888 осіб (2014).
Щорічний фестиваль відбувається 7 серпня, 6 грудня. Покровитель — San Donato.

## Демографія
Населення за роками:

Станом на 1 січня 2023 року в муніципалітеті офіційно проживало 58 іноземців з 6 країн, серед них 37 громадян країн Євросоюзу та 10 громадян України.

## Сусідні муніципалітети
- Альтавілла-Сілентіна
- Кастельчивіта
- Постільйоне